# Crocifissione di san Pietro (Masaccio)
La Crocefissione di san Pietro di Masaccio è una tempera su tavola (30,5x21 cm) proveniente dallo smembrato polittico di Pisa ed oggi conservato nei Musei statali di Berlino. Risale al 1426.

## Storia
Destinato alla chiesa del Carmine per la cappella del notaio ser Giuliano di Colino degli Scarsi da San Giusto, il polittico di Pisa è l'opera meglio documentata di Masaccio, grazie a un committente particolarmente preciso, che annotò tutti i pagamenti e i solleciti fatti al pittore. 
Il 19 febbraio 1426 l'artista era a Pisa a siglare il contratto e, dopo vari solleciti e richieste a impegnarsi in esclusiva all'opera, il 26 dicembre Masaccio riceveva il saldo per l'opera. 
Entro il 1568 Giorgio Vasari lo vide e lo descrisse nella seconda edizione delle Vite. Nel corso del XVII o XVIII secolo venne rimosso dall'altare, smembrato e disperso.
I tre pannelli della predella si trovano tutti a Berlino, anche se vennero acquisiti in date diverse. I due pannelli dell'Adorazione dei Magi e dei Martiri di Pietro e Giovanni Battista si trovavano nella collezione Capponi a Firenze quando vennero ceduti, nel 1880, al museo berlinese. Già registrati come opera del Pesellino, all'arrivo in Germania erano già stati correttamente attribuiti a Masaccio e al polittico pisano; le Storie di san Giuliano e san Nicola entrarono invece in collezione nel 1908, con attribuzione più incerta.

## Descrizione

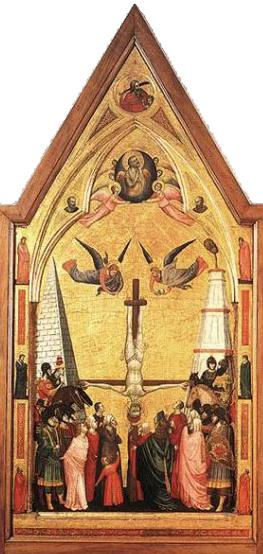
Giotto, Crocifissione di san Pietro, dal Polittico Stefaneschi

L'opera, faceva parte della predella, in particolare del lato sinistro, al di sotto di un perduto pannello con san Pietro. La scena mostra in primo piano la croce di san Pietro, rovesciata e qui rappresentata nella versione a gambe divaricate. Boskovits (1966) riconobbe un modello dell'opera in una predella di Jacopo di Cione già nella chiesa di San Pier Maggiore a Firenze, oggi in Vaticano, e probabilmente riecheggiava anche la composizione del perduto affresco con la Crocefissione di Pietro dietro l'altare della Cappella Brancacci.
Il santo impassibile (con l'aureola scorciata in prospettiva) sta subendo l'inchiodatura delle mani; dietro si trovano due personaggi e una serie di guardie allineate, che sono leggermente più piccole delle figure in primo piano. Negli elmi dovevano trovarsi inserti metallici che dessero verosimiglianza e luce. Tutte le linee (delle gambe, degli sguardi), centrano l'attenzione dello spettatore sulla figura di Pietro. Masaccio, come nel vicino Martirio di san Giovanni Battista, cercò di rappresentare la violenza dei carnefici, dei quali non si mostra la faccia e, quindi, il lato umano. 
Bella è anche l'impostazione architettonica, con la scena inquadrata da due contrafforti laterali che altro non sono che un richiamo a Roma, città dove il martirio ebbe luogo, in particolare la piramide di Caio Cestio e la Meta Romuli, un mausoleo piramidale ancora esistente nel XV secolo in prossimità del Vaticano; i due edifici erano tradizionalmente legati al martirio di Pietro. Tale iconografia con le piramidi era comunque già consolidata e si ritrova ad esempio già nel Polittico Stefaneschi di Giotto. Sullo sfondo un edificio semplice ma elegantemente classico, grazie ai pilastrini che sporgono, è coronato da una fascia aggettante e vi si apre una porta, dove la scura ombreggiatura dà realmente l'impressione di nascondere un interno.
Nell'angolo superiore a destra si intravede il cielo e un paesaggio montagnoso.

## Stile
L'opera è un compiuto esempio di uno spazio dipinto illusionisticamente dove tutti gli elementi sono collocati razionalmente seguendo un principio unitario, legato a una rigorosa costruzione matematica della prospettiva.
Lo spazio è vivificato anche dalla luce, che dà concretezza e volume ad ogni singolo elemento, dal corpo del santo ai ciottoli del selciato.